# Índice de masculinidad

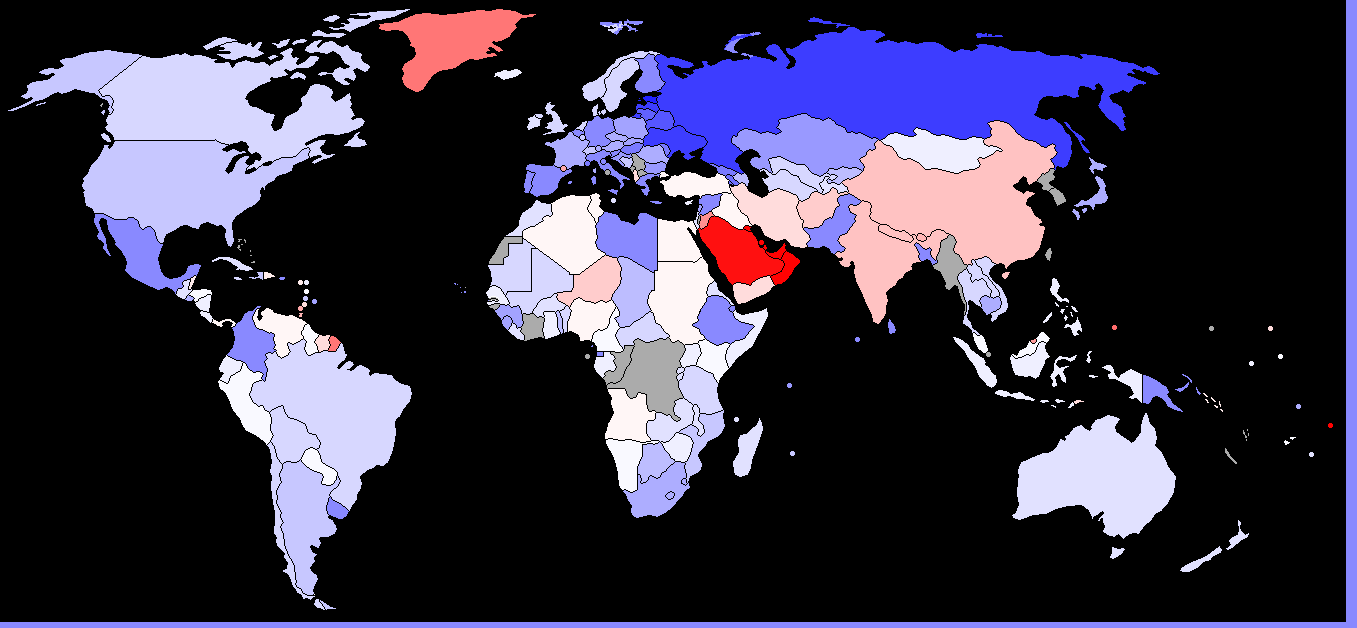
Índice de masculinidad por países para la población total. El azul representa más mujeres; el rojo más hombres.

El índice de masculinidad, también llamado razón de sexo es un índice demográfico que expresa la razón de hombres por mujeres en un determinado territorio, expresada en tanto por ciento. Se calcula usando la fórmula:
```
  

  

    

      

        

          
I

          

            
m

            
a

            
s

            
c

          

        

        
=

        
100

        
∗

        
h

        
o

        
m

        
b

        
r

        
e

        
s

        

          
/

        

        
m

        
u

        
j

        
e

        
r

        
e

        
s

      

    

    
{\displaystyle I_{masc}=100*hombres/mujeres}

  

```

Las fuentes de los datos que permiten calcular el índice de masculinidad son los censos de población.

## Diferencias entre zonas rurales y zonas urbanas
En muchos países, el índice de masculinidad en las áreas rurales es superior a 100, en tanto que en las áreas urbanas es menor que esta cifra. Ello traduce el hecho de que, en zonas rurales las tareas agrícolas son las dominantes y son ejercidas preferencialmente por mano de obra masculina. Por la misma razón, el índice de masculinidad suele ser categóricamente mayor de 100 en campamentos mineros, en sitios con población obrera temporal y en áreas con fuerte presencia militar.
En núcleos urbanos convencionales, la situación es más compleja, ya que el índice se ve afectado por factores variados, tales como la longevidad (generalmente mayor en las mujeres), la proporción de población dedicada a servicios domésticos y la migración diferencial desde zonas rurales. Ello tiende a favorecer el predominio demográfico de la mujer en dichas áreas.
La demografía de Hispanoamérica muestra algunos ejemplos contrastantes. En Bolivia, los índices más altos de masculinidad se encuentran en la zona rural, llegando a extremos máximos en el departamento de Pando donde se registran 132,4 hombres por cada 100 mujeres, en tanto que en el sector urbano de La Paz, se registran solamente 94,88 hombres por cada 100 mujeres.
Como excepción mundial está el caso de una parte de territorio de Chile, la comuna de Providencia, entidad 100% urbana que exhibe unos altos estándares de vida y una media de edad considerablemente superior a la media chilena, tiene sólo 77,9 hombres por cada 100 mujeres. En el otro extremo de la geografía y la demografía, la población rural de la comuna de Iquique, en el norte del país, se caracteriza por mostrar una tasa de masculinidad de 211,73, y Tortel, una pequeña y remota comuna de colonos, en la Patagonia chilena, en la cual el 100% de la población es catalogada como rural tiene 174 hombres por cada 100 mujeres.
En España, hay regiones, como Castilla y León en que las bajas tasas de natalidad y mortalidad de las zonas rurales, añadidas a la constante emigración de los pobladores de éstas hacia los centros urbanos, han provocado un rápido envejecimiento de la población. Esta situación ha traído como consecuencia, entre varias otras repercusiones demográficas, que en las comarcas más despobladas el índice de masculinidad sea elevadísimo. Esto a su vez repercute negativamente en la tasa de crecimiento demográfico, porque sus habitantes encuentran grandes dificultades para contraer matrimonio.